# Agathidium marginatum
Agathidium marginatum är en skalbaggsart som beskrevs av Sturm 1807. Agathidium marginatum ingår i släktet Agathidium, och familjen mycelbaggar. Enligt den finländska rödlistan är arten sårbar i Finland. Arten är reproducerande i Sverige. Artens livsmiljö är torra gräsmarker.